# القوات المسلحة لدولة الإمارات العربية المتحدة
القوات المسلحة لدولة الإمارات العربية المتحدة أو القوات المسلحة العربية الإماراتية هو الاسم الرسمي للجيش الإماراتي، الذي يبلغ تعداده 100,000 ألف ضابط وجندي إماراتي، تقع القيادة العامة للقوات المسلحة في العاصمة الإماراتية أبو ظبي ومسؤوليتها في المقام الأول الدفاع عن حدود الإمارات العربية المتحدة وأجواءها ومياها الإقليمية ثم في المقام الثاني الدفاع عن الخليج العربي بالتعاون مع جيوش كل من المملكة العربية السعودية وسلطنة عمان ومملكة البحرين ودولة الكويت ودولة قطر مثل ما حصل في حرب الخليج الثانية وتدخل قوات درع الجزيرة في البحرين وعملية عاصفة الحزم وإعادة الأمل في اليمن.

## التاريخ

### النشأة
كانت القوة العسكرية قبل الاتحاد تعرف باسم قوة كشافة ساحل عمان (بالإنجليزية: Trucial Oman Scouts) وكانت تحت القيادة البريطانية، وقد سلمت إلى دولة الإمارات العربية المتحدة عام 1971م عندما أعلنت دولة الإمارات العربية المتحدة استقلالها من المملكة المتحدة وشكلت قوة كشافة ساحل عُمان نواة الجيش الاتحادي .
و تكونت من القوات المحلية مثل قوة دفاع أبوظبي وقوة دفاع إمارة دبي والقوة المتحركة لإمارة رأس الخيمة والحرس الوطني لإمارة الشارقة والحرس الوطني لإمارة أم القيوين وقوه دفاع الاتحاد وفي 6 مايو 1976م تم توحيد جميع هذه القوات تحت قيادة واحدة وعلم وشعار واحد .

### توحيد الجيش
بتاريخ 6 مايو 1976م تم توحيد القوات البرية والبحرية والجوية تحت اسم القيادة العامة للقوات المسلحة تحت قيادة واحدة وعلم واحد، وأصبح يوم السادس من مايو من كل عام مناسبة رسمية تحتفل فيه القوات المسلحة . وقد كان الأردني عواد الخالدي أول رئيس لهيئة الأركان الخاصة بالجيش الإماراتي.

### مشاركات الجيش
- المشاركة في قوات الردع العربية في لبنان أثناء الحرب الأهلية 1976م - 1979م
- المشاركة في حرب تحرير الكويت خلال حرب الخليج 1990-1991
- المشاركة بكتيبة مشاة ضمن قوات المراقبة الدولية التابعة للأمم المتحدة (عملية أعادة الامل في الصومال) 1993م - 1994م
- المشاركة بالكتيبة الخامسة والثلاثين للمشاة المحمولة الميكانيكية ضمن قوات الكيفور (عملية الأيادي البيضاء في كوسوفا) 1999م
- إرسال قوة إلى فوج دولة الكويت أثناء حرب العراق 2003م
- مشروع التضامن الإماراتي لنزع الألغام من جنوب لبنان 2001م - 2003م
- إرسال قوات إغاثة الشعب الأفغاني (عملية رياح الخير )
- إرسال قوات لإغاثة الشعب الباكستاني من الفيضانات 2010م
- إرسال قوات إغاثة الشعب الليبي من الحروب الداخلية 2011م
- المشاركة ضمن قوات التحالف العربي في اليمن خلال الحرب على الحوثيين

كل هذا بالإضافة إلى مهامها الأصلية في حماية الوطن والخليج ومضيق هرمز.
و دولة الإمارات العربية المتحدة شريك أساسي في الحرب ضد الإرهاب، فهي تقوم بذلك عبر تقديم المساعدات في المجالات العسكرية والدبلوماسية والمالية . كما أن قوات الإمارات تقدم عونا إنسانيا في العراق لمساعدته على تخطي أزمته .

### التوسع العسكري (1991م-2005م)
دولة الإمارات العربية المتحدة ومضت توسيع حملة في عام 1995م، الذي بدأ مع 1992م - 1993م اقتناء 436 دبابة من نوع لوكلير الفرنسية و415 عربة مدرعة من نوع BMP - 3 ومدافع عيار 155 مم من نوع (G-6) من جنوب أفريقيا . استفادت الإمارات من تجربة إيران وتفادت شراء الأسلحة من مصدر واحد، فهي تشتري أسلحتها من روسيا والولايات المتحدة ، والمملكة المتحدة ، وأوكرانيا ، وفرنسا ، وألمانيا . كما التزمت بالمواصفات المعتمدة لدى حلف شمال الأطلسي ودول مجلس التعاون الخليجي .
اعتمد هذا التطور توسعا في حجم عدد أفراد القوات المسلحة وتوطين الجيش . وحاليا فإن جميع الطيارين هم من المواطنين الإماراتيين . مع استثناء بعض الوظائف المحدودة في الصيانة في سلاح الجو . إلا أنه تم اعتماد خطة لتدريب أكبر عدد من المواطنين ضمن برنامج التدريب التقني لإحلالهم في هذه الوظائف .
كما حدث تطور نوعي في أفراد القوات المسلحة، إذ أحضر خبراء من جميع أنحاء العالم للمساعدة في صقل المؤسسات المحلية للتدريب العسكري والزيادة في المعايير عبر القوات المسلحة . ومن ضمن مخطط القوات المسلحة لتطوير ضباطها فقد أنشأت كليتان متطورتان إحداهما كلية زايد العسكرية لتخريج كفاءات عالية من ضباط الجيش وكلية خليفة الجوية لتخريج ضباط طيارين في جميع مجالات الطيران العسكري .

## قادة القوات المسلحة الإماراتية
وفقاً للقانون الاتحادي رقم 8 لسنة 2006 بشأن القوات المسلحة فإن رئيس دولة الإمارات العربية المتحدة هو القائد الأعلى للقوات المسلحة.
ووفقاً للقانون يعتبر نائب القائد الأعلى للقوات المسلحة أعلى سلطة عسكرية بعد القائد الأعلى ويكون مسؤولاً أمامه ويعين بمرسوم أتحادي

### قائمة نواب القائد الأعلى للقوات المسلحة
| الاسم                        | الصورة | بداية الفترة   | نهاية الفترة  |
| ---------------------------- | ------ | -------------- | ------------- |
| الشيخ خليفة بن زايد آل نهيان |        | مايو 1976      | 2 نوفمبر 2004 |
| الشيخ محمد بن زايد آل نهيان  |        | 30 ديسمبر 2004 | 13 مايو 2022  |

### صلاحيات نائب القائد الأعلى
- إعداد القوات المسلحة للدفاع عن سلامة الدولة والمحافظة على سلامتها وأمنها وتوجيه القوات المسلحة والاشراف عليها في السلم والحرب
- أصدر القرارات واللوائح المتعلقة بخدمة الضباط والأفراد المدنيين وغيرها من الأمور الإدارية والمالية في القوات المسلحة
- اعتماد خطط العمليات للدفاع عن الدولة
- تحديد حجم القوات المسلحة وعدد تشكيلاتها ونوعها في ضوء المتطلبات الدفاعية
- اعتماد مشروع الميزانية السنوية للقوات المسلحة
- الإنفاق من ميزانية القوات المسلحة
- تحديد السلطات الأخرى المختصة بالصرف من ميزانية القوات المسلحة وصلاحياتها والقواعد والضابط اللازمة لذلك
- توقيع الاتفاقيات وإبرام العقود نيابة عن القوات المسلحة وله تفويض وزير الدفاع ورئيس الأركان في ذلك
- اعتماد السياسة العامة للقوى البشرية

## أفرع القوات المسلحة الإماراتية

### القوات البرية
أغلب أفراد الجيش من مواطني دولة الإمارات العربية المتحدة . أما الضباط فكلهم من مواطني الدولة وقد تخرج جزء منهم من كليات وأكاديميات عسكرية عريقة مثل الأكاديمية العسكرية الملكية في ساند هيرست، والأكاديمية العسكرية في وست بوينت، وسانت سير CYR، والأكاديمية العسكرية الفرنسية.
و كلية كوسفورد العسكرية وكلية القيادة والأركان والكلية البحرية في أبو ظبي وكلية زايد الثاني العسكرية وكلية خليفة بن زايد الجوية في مدينة العين .

#### القوات الخاصة
تعد القوات الخاصة الإماراتية فرعًا من أفرع القوات البرية الإماراتية تقريباً وهي غير معرفة التسليح والعدد.

### القوات الجوية والدفاع الجوي
عدد أفراد سلاح الجو نحو 10,000 فرداً . وقد اتفقت دولة الإمارات مع الولايات المتحدة الأمريكية عام 1999م لشراء 80 طائرة مقاتلة متقدمة من نوع اف 16 متعددة الأغراض ومع فرنسا على شراء 30 مقاتلة ميراج 9-2000 . كما يملكون 38 مقاتلة فرنسية متعددة المهام من نوع ميراج 2000 يتم تطويرها لاحقا إلى ميراج 9-2000 وطائرات الهوك البريطانية، وطائرات عمودية يوروكوبتر إيه أس 332 سوبر بوما الفرنسية الصنع وإيه إتش-64 أباتشي الولايات المتحدة الأمريكية . أما الدفاع الجوي فلديه صواريخ هوك مع توفر التدريب في الولايات المتحدة الأمريكية . وقد حصلت الإمارات على إثنين من أصل خمسة بطاريات إطلاق صواريخ الهوك .

### قوات الدفاع الجوي
يمتلك قوات الدفاع الجوي عدد من صواريخ الجوية ومنها.
- صاروخ الطارق.
- صواريخ ثاد.
- صواريخ باتريوت.
- وأيضاً منظومة النمر للدفاع الجوي.
- وصواريخ أكثر.

## الخدمة العسكرية
سن دخول الخدمة العسكرية في دولة الإمارات العربية المتحدة 18 سنة.
| العام | العدد   |
| ----- | ------- |
| 2000  | 785,253 |
| 2004  | 752,707 |

| العام | العدد            |
| ----- | ---------------- |
| 2000  | 422,826          |
| 2004  | +412,490 (تقدير) |

| العام | العدد           |
| ----- | --------------- |
| 2000  | +24,506 (تقدير) |
| 2004  | 29,183          |

## الانفاق العسكري
- عام 1999: 2,100,000,000$ (4,8 ٪ من الناتج المحلي الاجمالي)
- عام 2000: 1,600,000,000$ (3,1 ٪ من الناتج المحلي الاجمالي)

## المعاهد والكليات العسكرية
| الاسم                                   | الشعار | الإمارة        | التأسيس       |
| --------------------------------------- | ------ | -------------- | ------------- |
| كلية القيادة والأركان المشتركة الإمارات |        | أبوظبي         | 20 يناير1992م |
| كلية زايد العسكرية                      |        | أبوظبي         | 1972/1/1م     |
| كلية خليفة الجوية                       |        | أبوظبي         | أغسطس 1982م   |
| كلية راشد بن سعيد البحرية               |        | دبي            | 1999م         |
| كلية الدفاع الوطني                      |        | أبوظبي         | 2012م         |
| المدرسة الثانوية العسكرية               |        | الشارقة أبوظبي | 1992          |
| مدرسة سلاح المدفعية                     |        | أبوظبي         | 2001م         |
| مدرسة سلاح التموين والنقل               |        | أبوظبي         | 1981م         |
| مدرسة الدروع                            |        | أبوظبي         | 1969م         |
| مدرسة خولة بنت الأزور العسكرية          |        | أبوظبي         | 1990م         |

## مواقع خارجية
- الموقع الرسمي لدولة الإمارات العربية المتحدة